# 桑克圖埃里崖
64°27′S 57°12′W / 64.450°S 57.200°W
桑克圖埃里崖（Sanctuary Cliffs），是南極洲的山崖，位於詹姆斯羅斯島群的斯諾希爾島中部，由瑞典探險隊發現和測量，現時由南極條約體系管理。